# Mirabilidiplosis alutaceus
Mirabilidiplosis alutaceus är en tvåvingeart som beskrevs av Fedotova 2003. Mirabilidiplosis alutaceus ingår i släktet Mirabilidiplosis och familjen gallmyggor. Inga underarter finns listade i Catalogue of Life.